# Klebber Toledo
Klebber Queiroz Toledo (São Paulo, 14 de junio de 1986) es un actor brasileño.

## Biografía
Klebber es hijo de Maria Aparecida da Silva y José Roberto Toledo y tiene un hermano mayor llamado Kristhiano.

## Carrera
Klebber Toledo salió de casa a los 15 años de edad, jugando voleibol en equipos de São Paulo. Durante dos años y medio, practicó atletismo, además de trabajar como garzón, monitor de fiestas y hacer trabajos como modelo. Hizo un curso de artes escénicas durante ese periodo.
En octubre de 2005 se inscribió en la Oficina de Actores de la TV Globo, ganando con eso una pequeña participación en Niña moza en el año 2006.
En noviembre de 2006, con el fin de la oficina, realiza pruebas para el elenco de Malhação, que estrenaría una nueva fase en enero de 2007. Pasó las pruebas, ganando el papel de Mateus Molina en la trama que se iniciaría. Su personaje formaba parte de un conturbado pentágono amoroso, compuesto por los personajes de Maria Eduarda Pellegrino Machado (Cecília), Gabriel Wainer (Eduardo), Fernanda de Freitas (Francesca) y Gabriella Vigol (Bruna).
Con el fin de la temporada de Malhação, en octubre de 2007, hizo pruebas para el elenco de Deseo prohibido y Belleza pura, pero no pasó.
En 2009 fue invitado por Rick Garcia para entrar al elenco del musical de Júlio Fischer, “Isaurinha - samba, jazz & bossa nova”. En el mismo año dobló la voz del personaje Noah Curtis en la película 2012 para el país brasileño.
Vuelve a la Rede Globo en noviembre de 2009, donde participó de los capítulos finales de la novela Acuarela del amor donde interpretó a Sid, un estilista homosexual. Por su desempeño en la novela anterior, en 2011 gana de parte del autor Walcyr Carrasco un personaje fijo en Dinosaurios y Robots donde interpretó al villano Guilherme. 
En 2012 se une a la recta final de la novela de las 6, La vida sigue, donde da vida a João, novio de Alice.

## Vida personal
Mantuvo una relación con la actriz Marina Ruy Barbosa desde 2011 hasta mediados de 2014. 
En agosto del 2016 comenzó a salir con la actriz y modelo, Camila Queiroz, con quien protagonizó la telenovela Êta Mundo Bom!. Se comprometieron en junio de 2017. El 16 de junio de 2018 celebraron su boda civil en Ribeirão Preto. Su esposa tomó su apellido, Toledo, y Klebber tomó el de ella, Queiroz.

## Filmografía

### Televisión
| Año  | Título               | Personaje                  | Notas          |
| ---- | -------------------- | -------------------------- | -------------- |
| 2006 | Niña moza            | Eduardo                    | Participación  |
| 2007 | Malhação             | Mateus Molina              | Coprotagonista |
| 2009 | Acuarela del amor    | Sid                        | Participación  |
| 2011 | Dinosaurios & Robots | Guilherme                  | Antagonista    |
| 2012 | La vida sigue        | João                       | Participación  |
| 2012 | Lado a Lado          | Umberto de Ferraz Pontes   | Antagonista    |
| 2014 | Imperio              | Leonardo de Souza          | Coadjuvante    |
| 2016 | Êta Mundo Bom!       | Romeu                      | Antagonista    |
| 2016 | Haja Coração         | Él mismo                   | Participación  |
| 2017 | A Fórmula            | Ricardo Montenegro (Jovem) | Protagonista   |
| 2017 | Cidade Proibida      | Dino Pedreira Pontes       | Participación  |
| 2017 | Os Trapalhões        | Zaca Galã / Él mismo       | Participación  |
| 2018 | Ilha de Ferro        | Bruno                      | Protagonista   |